# Monarch (Montana)
Monarch é uma comunidade não incorporada no condado de Cascade, no estado norte-americano de Montana. 

## Geografia
Monarch fica localizada no Little Belt Mountains região central do estado de Montana, a sudeste da cidade  de Great Falls na US Highway 89 na Lewis and Clark National Forest. Monarch fica situada próximo de Kings Hill Pass.

### Clima
De acordo com a  classificação climática de Köppen-Geiger Monarch tem um clima semiárido. 

## História
Monarch foi fundada em 1889 para servir as várias minas de prata no Little Belt Mountains do condado de Cascade.

## Atividades recreativas
As oportunidades recreativas existem nas proximidades de Sluice Boxes State Park, onde as caminhadas e a observação da vida selvagem são atividades populares. Alojamentos, campismo e uma estação de correios estão disponíveis para visitantes em Monarch. Caminhadas e pesca são atividades populares na área próximo de Neihart, onde estão disponíveis alojamentos. 